# Pier Francesco Cittadini
Pour les articles homonymes, voir Cittadini.

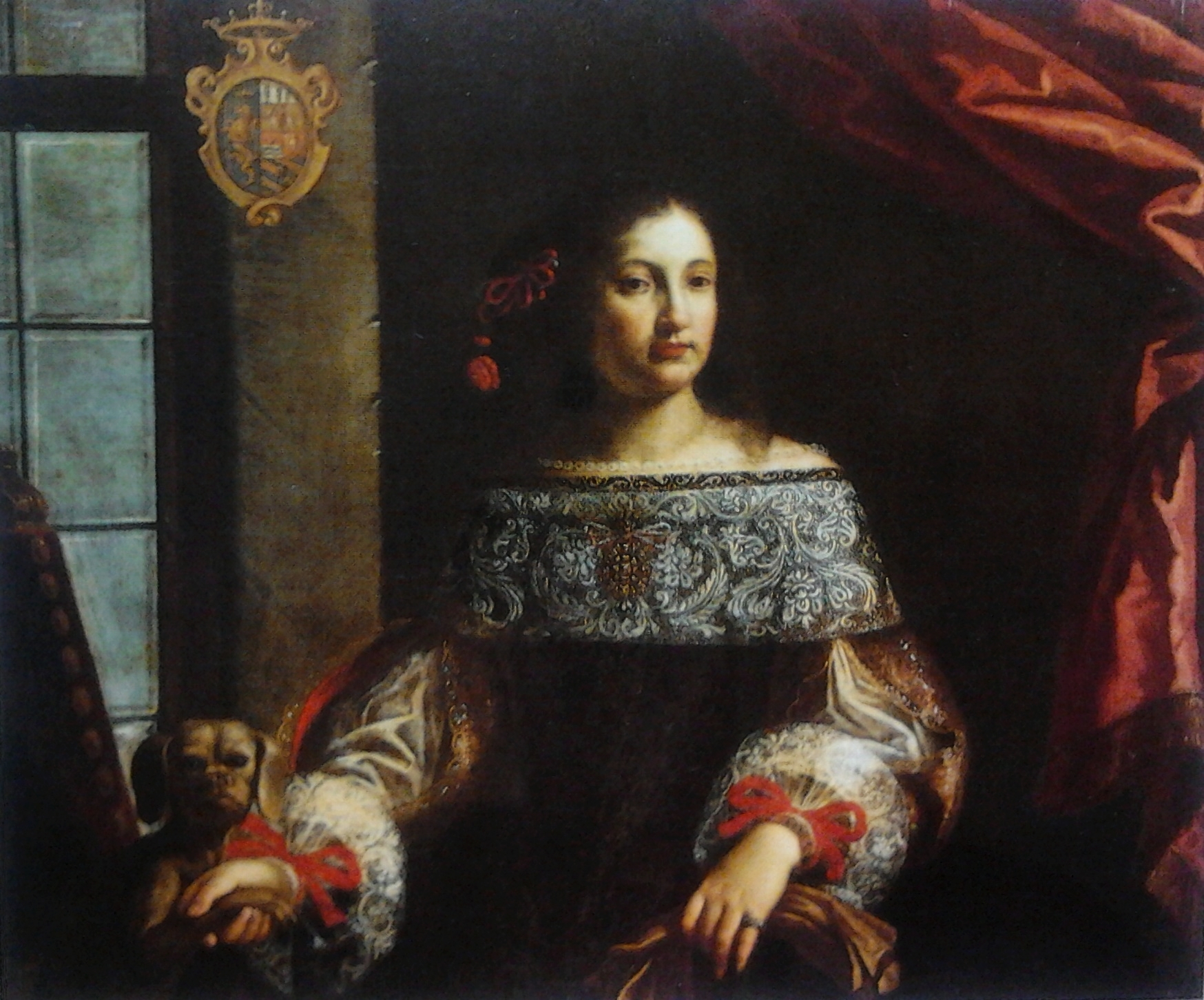
Portrait de la Comtesse Simonetta Cavazzi della Somaglia (1660) par Pierfrancesco Cittadini, Porczyński Galerie de Varsovie.

Pier Francesco Cittadini ou Pierfrancesco Cittadini (né en 1616 à Milan, dans le duché de Milan et mort en 1681 à Bologne, dans les États pontificaux) est un peintre italien de la période baroque, principalement actif à Bologne.

## Biographie

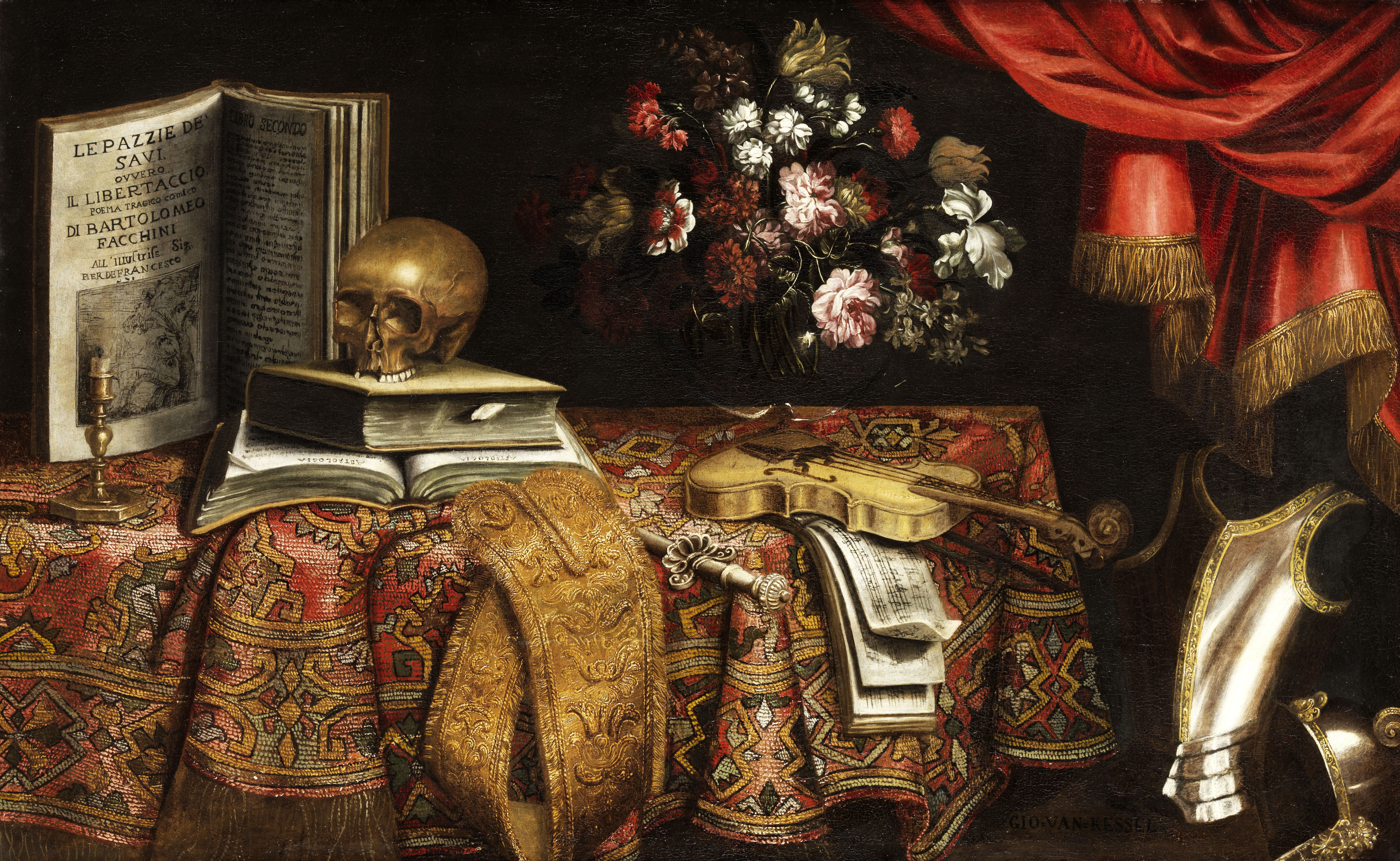
Vanitas nature morte

D'abord élève de Daniele Crespi, Cittadini part pour Bologne avant l'âge de 20 ans pour étudier avec Guido Reni, dont l'influence est manifeste dans ses premiers travaux, comme la Lapidation de Saint Étienne, la Flagellation et le Couronnement d'Épines, dans l'église de Santo Stefano, à Bologne. Après la mort de son maître, Cittadini approfondit son style dans la tradition bolognaise de Lodovico Carracci, comme en témoigne La Chute de Saul réalisé en 1645. Au milieu des années 1640, il se rend à Rome où il rencontre les peintres de genre français et flamands qui y vivent. Sous leur influence, il développe un vocabulaire artistique original visant à la description naturaliste de la réalité. Il réalise alors un grand nombre de natures mortes, de paysages et de portraits. Cittadini a également peint des fresques décoratives pour le palais ducal de Sassuolo.